# Symfonie nr. 3 (Arnell)
Richard Arnell componeerde zijn 3e symfonie in 1943-1944.

## Geschiedenis
Net als zijn 2e symfonie wordt deze symfonie beschouwd als een zogenaamde oorlogsymfonie; een symfonie geschreven tijdens de Eerste dan wel Tweede Wereldoorlog. Vast staat dat deze symfonie geheel anders uitpakt dan bijvoorbeeld een van de symfonieën die Dmitri Sjostakovitsj tijdens de oorlogen schreef. De symfonie klinkt wel somber, maar is neutraler dan die van Sjostakovitsj.
Eerste uitvoering vond pas plaats nadat Arnell weer teruggekeerd was naar Engeland; composities moesten destijds door een soort commissie heen voordat zij uitgevoerd mochten worden. Leden van die commissie waren destijds Edmund Rubbra, William Alwyn en Benjamin Frankel. Zij vonden wel dat het werk uitgevoerd moest worden, ondanks dat zij bezwaren hadden, omdat het nogal robuust klonk. De première was op 16 april 1952 in een uitzending door het BBC Northern Orchestra onder leiding van Norman del Mar.
Later dat jaar (juni) heeft John Barbirolli nog een uitvoering van het werk gegeven op het Cheltenham Festival. Hij stond er echter op dat er behoorlijk gesneden moest worden in met name het laatste deel. Het pakte ongunstig uit; als het werk nu weer wordt uitgevoerd, dat is dat in de originele versie.

## Voorwoord
Er is een voorwoord uit Jerusalem van William Blake:

Bring me my bow of burning gold!

Bring me my arrows of desire!

Bring me my spear! O Clouds unfold!

Bring me my chariot of fire!

## Delen
1. Andante con moto; kan worden beschouwd als een introductie van het gehele werk en gaat zonder pauze over in
2. Allegro assai;
3. Andante; het hart van de symfonie bestaande uit een klaagzang;
4. Presto
5. Andante maestoso; een prelude op
6. Allegro.

Heel af en toe, komen toch fragmenten uit Sjostakovitsj werken naar voren, met name de eenzame trombonesolo klinkt als uit een van zijn symfonieën. De 7e symfonie had zijn Amerikaanse radiopremière (juli 1942) rond de tijd dat Arnell zijn symfonie schreef.

## Orkestratie
- 3 dwarsfluiten, 2 hobo’s, 2 klarinetten, 3 fagotten
- 4 hoorns, 3 trompetten, 3 trombones, 1 tuba
- pauken, percussie
- violen, altviolen, celli, contrabassen

## Bron
- de compact disc van Dutton Vocalion
- Richardarnell.com
- British Music Information Center